# Havanská univerzita
Havanská univerzita (Universidad de La Habana, zkratka UH) je vysoká škola sídlící v kubánském hlavním městě Havaně. Je největší a nejstarší kubánskou univerzitou, byla založena 5. ledna 1728 příslušníky Řádu bratří kazatelů pod názvem Univerzita svatého Jeronýma, roku 1842 se stala sekulární institucí. Roku 1902 se přestěhovala do svého současného sídla ve čtvrti Vedado.
Za vlády Fulgencia Batisty se stala univerzita centrem protestního hnutí a po řadě nepokojů byla v listopadu 1956 uzavřena. Její činnost byla obnovena až po změně režimu v roce 1959.
Má okolo šedesáti tisíc studentů a šestnáct fakult: biologickou, farmaceutickou, fyzikální, matematickou, geografickou, psychologickou, chemickou, uměleckou, právnickou, filozofickou, fakultu komunikace, cizích jazyků, finanční, ekonomickou, cestovního ruchu a oddělení distančního vzdělávání, které má pobočky po celé Kubě.
Od roku 2002 spolupracuje s Rutgers University v USA.
Autorem bronzové skulptury Alma Mater na schodišti před hlavní budovou univerzity je sochař českého původu Mario Korbel.
V roce 2012 vyvolalo kontroverzi rozhodnutí univerzity udělit čestný doktorát v oboru politických věd íránskému prezidentu Mahmúdu Ahmadínežádovi.

## Absolventi
- Fidel Castro, právník a politik
- Carlos Finlay, lékař
- Daína Chavianová, spisovatelka
- Gaspar Llamazares, lékař a politik
- Dulce María Loynaz, spisovatelka
- Felipe Poey, přírodopisec
- Osvaldo Dorticós Torrado, prezident Kuby
- Zoé Valdésová, spisovatelka
- Félix Varela, kněz a veřejný činitel
- Osmany Laffita, akademický malíř, oděvní návrhář